# Prlov
Prlov (en allemand : Prlow, en 1939-1945 : Perlau) est une commune du district de Vsetín, dans la région de Zlín, en République tchèque. Sa population s'élevait à 523 habitants en 2020.

## Géographie
Prlov se trouve à 11 km au sud-sud-ouest de Vsetín, à 22 km à l'est de Zlín, à 68 km au sud-sud-ouest d'Ostrava et à 271 km à l'est-sud-est de Prague.
La commune est limitée par Seninka au nord, par Valašská Polanka et Lužná à l'est, par Pozděchov au sud et par Jasenná à l'ouest.

## Histoire
La première mention écrite de la localité date de 1361.